# Danny Thomas (Tennisspieler)
Danny Thomas (* 22. November 1999 in Tuscaloosa, Alabama) ist ein ehemaliger US-amerikanischer Tennisspieler.

## Karriere

### Juniortour
Danny Thomas war auf der ITF Junior Tour erfolgreich. Beim Orange Bowl, einem Grade-A-Juniorenturnier, konnte er 2016 das Halbfinale erreichen, das er gegen den späteren Turniersieger Miomir Kecmanović verlor. Gemeinsam mit seinem Partner Vasil Kirkov erreichte er 2017 das Finale der French Open, in dem sie Nicola Kuhn und Zsombor Piros in zwei Sätzen unterlagen. Im selben Jahr erreichte er bei den US Open im Einzel das Viertelfinale. Er schaffte es bis auf Platz 19 der Junioren-Rangliste.

### Profitour
Auf der Profitour spielte Thomas zunächst ausschließlich Turniere auf der drittklassigen ITF Future Tour. Im Doppel konnte er gleich seine ersten drei Turniere gewinnen. Seinen ersten Titel auf der Challenger Tour gewann er in Charlottesville an der Seite von Denis Kudla. Im Finale profitierten sie von einer verletzungsbedingten Aufgabe ihrer Gegner Jarryd Chaplin und Miķelis Lībietis.
Sein Grand-Slam-Debüt gab Thomas 2017 bei den US Open. Er erhielt mit seinem Partner Vasil Kirkov eine Wildcard für das Doppelfeld. Dort traf er auf die an Nummer 9 gesetzten Oliver Marach und Mate Pavić, gegen die er mit 4:6, 2:6 in zwei Sätzen verlor. Er spielte auch im Mixed-Bewerb der US Open an der Seite von Liezel Huber. Auch dort unterlag er in der ersten Runde dem gesetzte Duo aus Lucie Hradecká und Marcin Matkowski in zwei Sätzen.
2019 spielte Thomas letztmals Turniere.

## Erfolge
| Legende (Anzahl der Siege)  |
| Grand Slam                  |
| ATP World Tour Finals       |
| ATP World Tour Masters 1000 |
| ATP World Tour 500          |
| ATP World Tour 250          |
| ATP Challenger Tour (1)     |

### Doppel

#### Turniersiege
| Nr. | Datum            | Turnier         | Belag         | Partner     | Finalgegner                     | Ergebnis         |
| --- | ---------------- | --------------- | ------------- | ----------- | ------------------------------- | ---------------- |
| 1.  | 5. November 2017 | Charlottesville | Hartplatz (i) | Denis Kudla | Jarryd Chaplin Miķelis Lībietis | 6:74, 1:4 aufgg. |